# Victor-Klemperer-Kolleg
Das Victor-Klemperer-Kolleg (VKK) ist eine Schule des Zweiten Bildungsweges (ZBW) in Berlin-Marzahn, die im Jahr 1991 als ein Volkshochschulkolleg gegründet worden ist.

## Bildungsweg
Das Victor-Klemperer-Kolleg ist eine Einrichtung der Erwachsenenbildung, an dem Erwachsene ihr Abitur in Vollzeit, das heißt im Tagesunterricht ablegen können. Es ist eines von fünf Kollegs in der Bundeshauptstadt Berlin. Der Besuch der Schule ist kostenfrei und ist BAföG gefördert. Den Kolleg-Schülern wird dasselbe Lernpensum abverlangt wie bei regulären Abiturienten auch. Die Vorbereitungen zum Abitur umfassen drei bis dreieinhalb Jahre und gliedern sich in folgende Phasen:
1. Halbjähriger Vorkurs (kann entfallen)
2. Einjährige Einführungsphase
3. Zweijährige Kursphase

Es ist das einzige Kolleg in Deutschland, das als Leistungskurs Russisch anbietet. Die Abschlüsse sind gleichwertig, die Ergebnisse lagen aber gerade beim VKK in den letzten Jahren um zwei Zehntel höher als bei anderen Berliner Oberschulen.
Schulträger ist das Bezirksamt Marzahn-Hellersdorf. Das Victor-Klemperer-Kolleg gehört dem Bundesring der Kollegs an. Die Schule wird durch den unabhängigen Förderverein „Verein der Freunde und Förderer des Victor-Klemperer-Kollegs“ unterstützt. Zurzeit sind Iris Spranger (SPD) und Sebastian Czaja (FDP) Vorsitzende des Fördervereins. Sebastian Czaja ist ein Absolvent des Victor-Klemperer-Kollegs.

## Namen
Ihren heutigen Namen erhielt die Schule 1996, als sich die Kollegiaten in einer Abstimmung für den Namen des Romanisten Victor Klemperer entschieden. Diese Namensgebung führte zu einem engen Kontakt zwischen der Schule und der 2. Ehefrau und Witwe Victor Klemperers, Hadwig Klemperer, die trotz ihres hohen Alters zur Feier anlässlich des zehnjährigen Bestehens des Kollegs nach Berlin kam. Im Gegenzug wurde sie bis zu ihrem Tod (2010) regelmäßig im Rahmen der Victor-Klemperer-Gedenkfahrten nach Dresden von Kollegiaten und Lehrern des Kollegs besucht.

## Geschichte

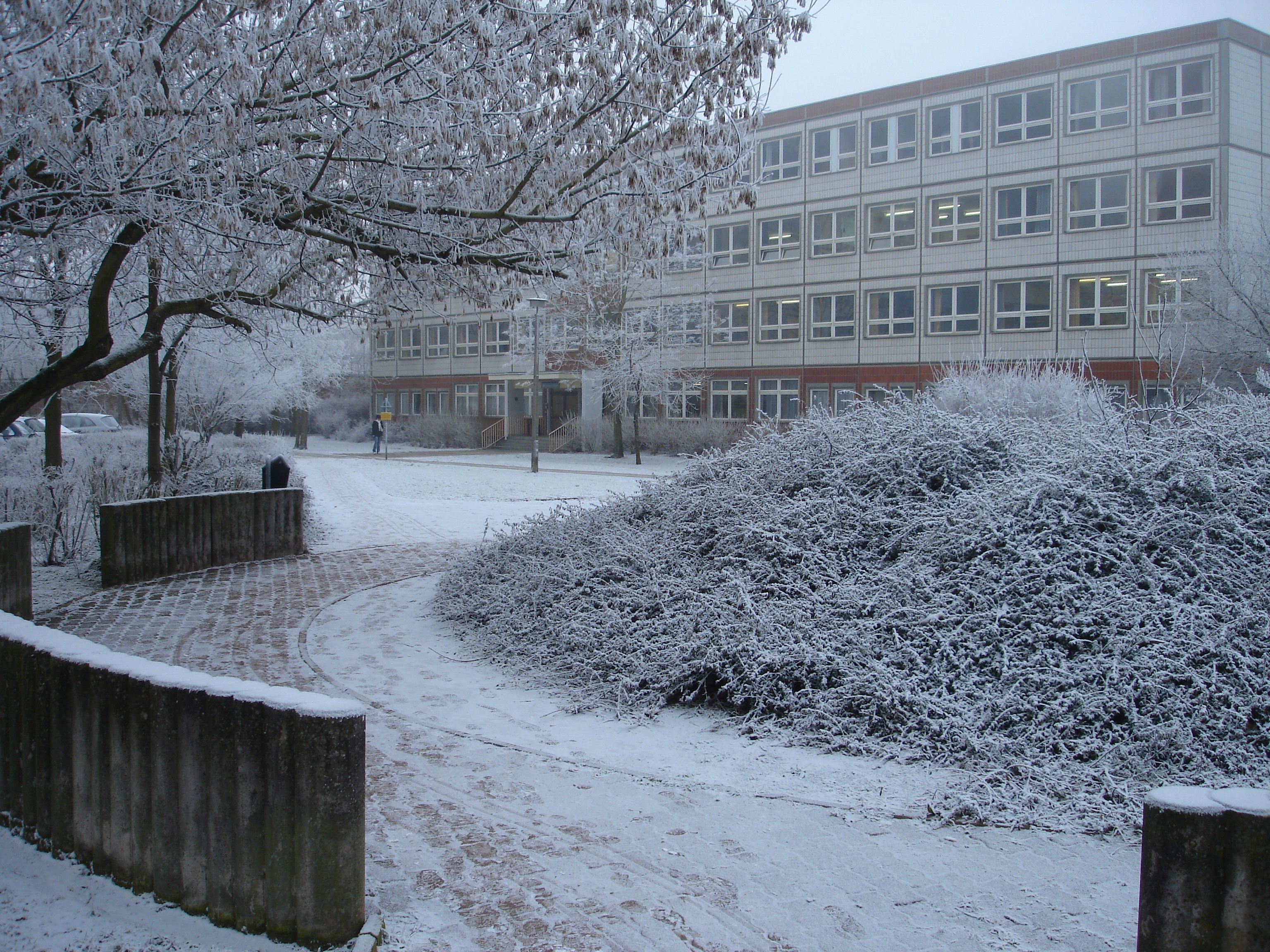
Victor-Klemperer-Kolleg: Schulgebäude 2009

1991 wurde in der Allee der Kosmonauten in Berlin-Lichtenberg das VHS-Kolleg gegründet. Im Jahr 1996 wurde die Schule offiziell in Victor-Klemperer-Kolleg umbenannt. 2003 zog die Schule nach Marzahn und hat ihren Standort seitdem in der Martha-Arendsee-Straße 15.
2006 kam es zu einer anonymen Bombendrohung, die einen Großeinsatz von Polizei und Feuerwehr zur Folge hatte, und über den in den Medien berichtet wurde.

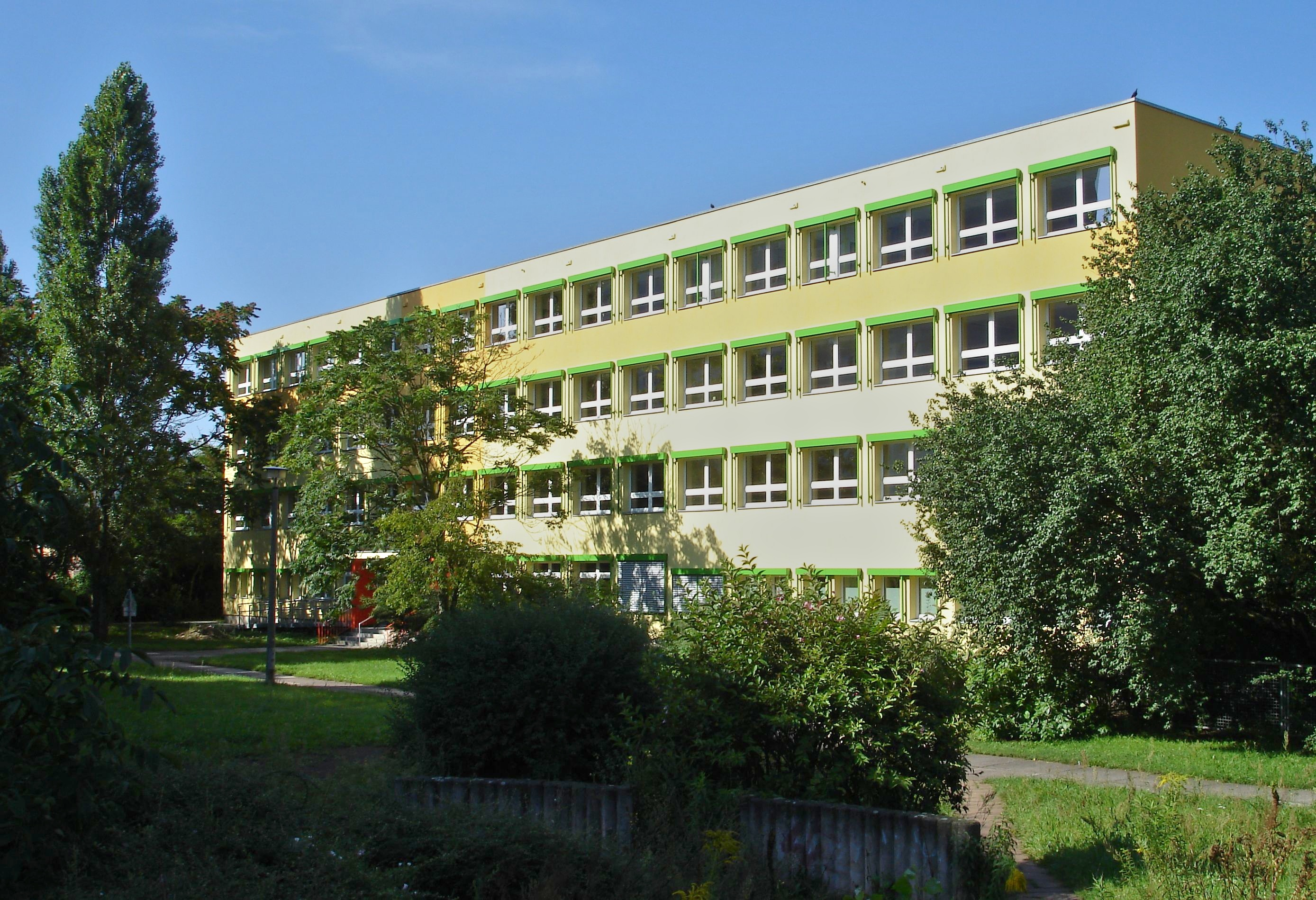
Victor-Klemperer-Kolleg: Schulgebäude 2012

Das Kolleg bot zunächst Platz für bis zu 600 Schüler. Von 2009 bis 2012 fanden umfangreiche Sanierungsmaßnahmen statt. Neben einer Komplettsanierung des gesamten Gebäudes wurde auch die Dachkonstruktion erneuert und die Statik sowie der Brandschutz verbessert. Seitdem bietet die Schule Platz für 780 Schüler.

## Externe Überprüfung
2014 erfolgte planmäßig eine externe Überprüfung des Victor-Klemperer-Kollegs durch die Berliner Schulinspektion. In ihrem Bericht bescheinigte sie der Schule eine freundliche Unterrichtsatmosphäre, einen fürsorglichen Umgang mit den Kollegiaten sowie eine gute Ausstattung mit Smartboards, Computerarbeitsplätzen, Theaterbühne, Cafeteria, modernen Fachräumen und einer Schulbibliothek.
Besondere Stärken des Victor-Klemperer-Kollegs sah die Evaluation im engagierten Schulleitungshandeln, im umfangreichen Unterrichtsangebot, in der Schaffung von spezifischen Lernbedingungen durch Nutzung unterschiedlicher Medien, in der umfassenden Beratung der Kollegiaten sowie in der kontinuierliche Kooperation des Kollegiums an schulischen Schwerpunkten.
Entwicklungsbedarfe wurden in der Umsetzung des Sprachförderkonzepts im Unterricht, in der Förderung des selbstständigen Lernens und der Integration der schulischen Entwicklungsvorhaben in eine Fortschreibung des Schulprogramms festgestellt.